# Moulins-sur-Orne
Moulins-sur-Orne település Franciaországban, Orne megyében. Lakosainak száma 309 fő (2022. január 1.). Moulins-sur-Orne Occagnes, Sarceaux, Argentan, Sévigny és Monts-sur-Orne községekkel határos.

## Népesség
A település népességének változása:
| Lakosok száma | 303  | 309  | 320  | 311  | 313  | 314  | 316  | 313  | 309  |
|               | 2013 | 2015 | 2016 | 2017 | 2018 | 2019 | 2020 | 2021 | 2022 |